# Phryganocydia
Phryganocydia Mart. ex DC.,  es un género de plantas de la familia Bignoniaceae que tiene trece especies de árboles.
Está con siderado un sinónimo del género Bignonia L.

## Especies seleccionadas
| - Phryganocydia antisyphilitica - Phryganocydia brevicalyx - Phryganocydia candolleana - Phryganocydia coito - Phryganocydia corymbosa - Phryganocydia dipleuropus - Phryganocydia japurensis | - Phryganocydia longa - Phryganocydia orinocensis - Phryganocydia phellosperma - Phryganocydia pisoniana - Phryganocydia uliginosa - Phryganocydia xanthophylla |